# Національний театр Греції
Національний театр Греції був заснований 1880 року у столиці країни Афінах як суто некомерційна установа з метою підтримки інтелектуальної культури та збереження національної самобутності.

## Цілі
На сучасному етапі національний театр Греції має за мету:
- дослідження, викладання та поширення у Греції та за її кордоном давньогрецької драми;
- постановка та сучасна інтерпретація грецької класики;
- створення цільових постановок, розрахованих на молодіжну та дитячу аудиторію;
- театральна освіта на базі театрального училища;
- розвиток міжнаціонального обміну та співробітництва, особливо із тими країнами Європи, де проживають етнічні греки;
- створення умов та стимулів для розвитку мистецького потенціалу країни.

## Історія
Фінансову підтримку для розбудови театру надали Євстратій Ралліс та король Греції Георг І, звідси походить його перша назва — Королівський театр. Власне будівництво розпочалось 1881 р. на ділянці землі, що належала комерсанту Ніколаю Тону, по вулиці Святого Костянтина. Автором проекту був Ернст Зіллер, відомий також за проектом стадіону Панатінаїкос, Національної бібліотеки Греції, Президентського палацу та інших відомих споруд Афін.
Будівництво тривало з перервами близько 20 років. 1990 р. керівником театру був призначений Ангелос Влахос, художнім керівником — Фома Іконому. 7 листопада 1901 р. на базі театру почала діяти Театральна школа, у якій поруч із Іконому викладав Арістотель Куртідіс, а 24 листопада відбулось офіційне відкриття театру з двох п'єс грецьких драматургів: «Смерть Перикла» Дімітріса Верардакіса та Харалама Анніноса «Потрібна прислуга».
З часом театр здобув собі популярність не тільки серед заможних афінян, але й серед представників середніх верств. Його репертуар налічував кілька десятків творів. 30 грудня 1903 року Йоргос Сотіріадіс мав ставити «Орестею» Есхіла у прозовому перекладі. У процесі постановки спалахнув лінгвістичний конфлікт. Група студентів Інституту філософії, підбурювані професором Йоргосом Містріотісом, вийшли з маршем на вулицю Св. Костянтина, аби зупинити дію. Цей день відомий як Орестеїка у новітній історії Греції, внаслідок сутички одна людина загинула та більше десяти отримали поранення.
1908 р. Королівський театр оголосив, що призупиняє свою діяльність не невизначений термін. хоча й продовжував гастролювати країнами Європи. 30 травня 1930 р. спеціальною Постановою Грецького парламенту та за сприяння міністра освіти та релігії Георгіоса Папандреу було засновано Національний театр Греції. Директором театру призначений Іоанніс Гріпаріс, художніком керівником — Фотос Політіс.
19 березня 1932 р. відбулось відкриття Національного театру Греції. Першою постановкою був «Агамемнон» Есхіла. 3 жовтня 1938 р. театр представив першу постановку на відкритому повітрі в Епідаврі — «Електру» Софокла. З 1938 року танцівником у театрі працював Янніс Ріцос, відоміший як визначний новогрецький поет 20 століття та революціонер. 5 березня 1939 р. засновано Національну оперу як складову Національного театру Греції, того ж року театр вперше ставить Шекспірівські твори — «Отелло» та «Гамлет».
1956 року створено, так званий, Другий Національний театр Греції для постановок творів нових грецьких драматургів. 1971 року організовано мобільний склад театру, який би міг гастролювати провінціями країни. 1980 р. з постановки «Синього Птаха» Метерлінка відбулось відкриття Дитячого театру. 1984 р. на сцені національного театру Греції поставив «Місяць у селі» Тургенєва лауреат Каннського кінофестивалю за найкращу режисуру (1955) Жуль Дассен.
Наприкінці 90-х років театр значно розширив коло своєї діяльності. 2000 року було відкрито Літню академію театру в Епірі, а 2002 року театр приєднався до Європейської конвенції театрів, що нині об'єднує театри 23 європейських країн.